# Estádio da Ponte Grande
O Estádio da Ponte Grande foi o primeiro estádio do Corinthians. Anteriormente, o clube mandava seus jogos no campo do Lenheiro, situado em um terreno da antiga Rua dos Imigrantes (atual Rua José Paulino), no bairro do Bom Retiro, onde o clube foi fundado. O Estádio da Ponte Grande foi inaugurado em 17 de março de 1918 e ficava na região da Ponte Grande, próximo à Ponte das Bandeiras, onde hoje está o Centro Esportivo e de Lazer Tietê, na zona central da cidade de São Paulo.

## História

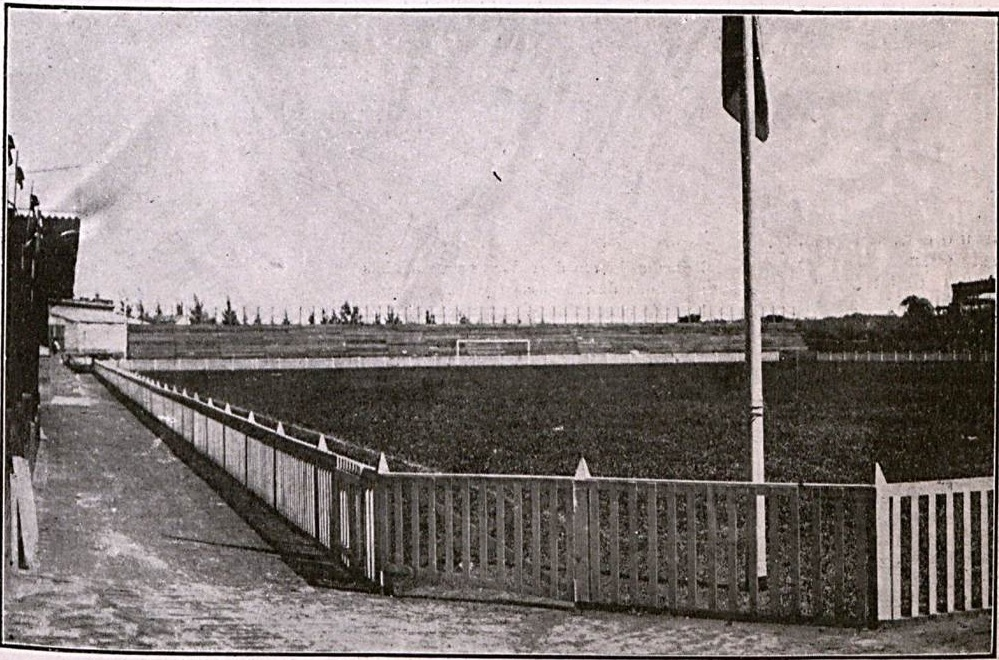
Gramado do Estádio da Ponte Grande, 1918.

O Estádio da Ponte Grande foi construído em uma área adquirida pelo Corinthians em 1916, localizada na região da Ponte Grande. A prefeitura de São Paulo cedeu o espaço por intermédio do político Alcântara Machado, pai do escritor homônimo. Machado atuou a favor do Corinthians para que o terreno, sem uso, fosse transformado em uma praça de esportes, assim como já havia sido feito para outros clubes poliesportivos. Adquirir o terreno foi um marco para o desenvolvimento do clube e contribuiu para que o Corinthians se elevasse ao mesmo nível dos rivais da época, o Paulistano e o Germânia.
Na época, a prefeitura acordou com o então presidente do clube, João Baptista Maurício, o valor de 110 mil réis por uma área total de 13.506 metros quadrados, situada entre os terrenos do Clube de Regatas Tietê e da Associação Atlética das Palmeiras. O acordo foi formalizado em contrato em 17 de julho de 1916, pelo então prefeito Washington Luís. Na época, a área não era tão povoada como hoje e, por estar numa região arborizada e próxima ao rio Tietê, era vista como ideal para a prática de esportes.
O Corinthians mobilizou dirigentes, jogadores e sócios na construção do estádio em sistema de mutirão. O local ficou pronto em janeiro de 1918 e, para a inauguração, foi convidado o rival Palestra Italia. O jogo foi realizado em 17 de março daquele ano e contou com a presença da imprensa, que fez diversos elogios à praça de esportes corintiana, destacando as acomodações e o gramado. Alcântara Machado deu o pontapé inicial e a Associação dos Cronistas Esportivos do Estado de São Paulo (Aceesp) ofereceu uma taça para ser disputada. Como o jogo terminou empatado em 3 a 3, os clubes disputaram, uma semana depois também na Ponte Grande, outra partida que acabou com vitória do Palestra Italia por 4 a 2.
O Alvinegro utilizou o local até 1927, ainda que, vez ou outra, utilizasse o Parque Antarctica e a Chácara da Floresta para jogos com grande presença de público. 
Em 1926, o então presidente do Corinthians Ernesto Cassano comprou o terreno do Parque São Jorge para o clube. O terreno pertencia ao Esporte Clube Sírio, e foi comprado por Cassano por 750 contos de réis, pagos em dez anos. A partir desse momento, o Corinthians iniciou o processo de mudança da região da Ponte Grande para o bairro do Tatuapé, na Zona Leste da cidade.
No Estádio da Ponte Grande, o Corinthians conquistou o tricampeonato estadual de 1922, 1923 e 1924. A arena também foi palco a conquista de algumas taças disputadas em amistosos. Outro fato marcante foi o jogo do Timão contra a Seleção Brasileira. A partida amistosa aconteceu em 11 de novembro de 1925 e terminou empatada por 1 a 1.  Apesar da importância histórica do local para o Alvinegro Paulista, há poucos registros fotográficos do que foi o primeiro estádio do Corinthians.

## Outros proprietários
Com a ida do Corinthians para o Parque São Jorge o Estádio da Ponte Grande foi cedido para a Associação Atlética São Bento, clube já extinto da capital paulista, que pagou ao Corinthians quarenta mil réis pelo local.
O estádio tinha capacidade para oito mil pessoas e nunca foi reformado. O São Bento permaneceu no local até 1935. Com a sua saída, a área foi incorporada pelo Clube de Regatas Tietê no ano seguinte.
No local onde ficava o Estádio da Ponte Grande, o Tietê construiu as suas quadras de tênis. Nelas, a maior tenista do Brasil, Maria Esther Bueno, iniciaria a sua vitoriosa carreira.